# IC 1259/2
IC 1259/2 је спирална галаксија у сазвијежђу Змај која се налази на листи објеката дубоког неба у Индекс каталогу.
Деклинација објекта је + 58° 30' 59" а ректасцензија 17h 27m 26,7s. Привидна величина (магнитуда) објекта IC 1259 износи 13,5 а фотографска магнитуда 14,3. IC 12592 је још познат и под ознакама UGC 10869, MCG 10-25-37, CGCG 300-30, ARP 311, VV 101, PGC 60325.